# Mark Rowsom
Mark Rowsom (* 1959 in Comber, Ontario) ist ein ehemaliger kanadischer Eiskunstläufer, der im Paarlauf startete.
Seine Eiskunstlaufpartnerin war Cynthia Coull. Mit ihr wurde er in den Jahren 1985 bis 1987 kanadischer Meister im Paarlauf. Im Zeitraum von 1983 bis 1987 nahm das Paar an Weltmeisterschaften teil. Ihr größter Erfolg war der Gewinn der Bronzemedaille bei der Weltmeisterschaft 1986 in Genf hinter den sowjetischen Paaren Jekaterina Gordejewa und Sergei Grinkow sowie Jelena Walowa und Oleg Wassiljew.

## Ergebnisse

### Paarlauf
(mit Cynthia Coull)
| Wettbewerb / Jahr          | 1983 | 1984 | 1985 | 1986 | 1987 |
| -------------------------- | ---- | ---- | ---- | ---- | ---- |
| Weltmeisterschaften        | 9.   | 7.   | 7.   | 3.   | 6.   |
| Kanadische Meisterschaften | 2.   | 3.   | 1.   | 1.   | 1.   |

| Personendaten    | Personendaten              |
| ---------------- | -------------------------- |
| NAME             | Rowsom, Mark               |
| KURZBESCHREIBUNG | kanadischer Eiskunstläufer |
| GEBURTSDATUM     | 1959                       |
| GEBURTSORT       | Comber, Ontario            |